# Oleksandr Pivnenko
Oleksandr Pivnenko (en ukrainien : Олександр Сергійович Півненко), né en 1986 en république socialiste soviétique d'Ukraine (Union soviétique), est un général ukrainien, il commande la garde nationale de l'Ukraine.

## Biographie
Oleksandr Pivnenko est diplômé de l'université de la Défense nationale, il a servi dans l'unité groupe Omega, puis à partir de 2011 dans la 1re brigade présidentielle d'affectation opérationnelle comme lieutenant puis à la 3e brigade de la Garde nationale comme colonel. Il est décoré du titre de Héros de l'Ukraine le 23 mars 2023 à la suite de son implication lors de la contre offensive de Kharkiv.